# Slovacchia ai Giochi della XXIX Olimpiade
La Slovacchia ha partecipato ai Giochi della XXIX Olimpiade di Pechino, svoltisi dall'8 al 24 agosto 2008, con una delegazione di 57 atleti.

## Medaglie
| Medaglia | Atleta                                                     | Sport        | Evento              |
| -------- | ---------------------------------------------------------- | ------------ | ------------------- |
| Oro      | Michal Martikán                                            | Canoa/kayak  | Slalom C1 maschile  |
| Oro      | Elena Kaliská                                              | Canoa/kayak  | Slalom K1 femminile |
| Oro      | Pavol Hochschorner Peter Hochschorner                      | Canoa/kayak  | Slalom C2 maschile  |
| Argento  | Michal Riszdorfer Richard Riszdorfer Juraj Tarr Erik Vlček | Canoa/kayak  | K4 1000 m maschile  |
| Argento  | Zuzana Štefečeková                                         | Tiro         | Trap femminile      |
| Bronzo   | David Musuľbes                                             | Lotta libera | 120 kg maschile     |

## Atletica leggera
| Gara  | Atleta       | Batterie | Batterie | Semifinali | Semifinali | Finale | Finale |
| Gara  | Atleta       | Tempo    | Pos.     | Tempo      | Pos.       | Tempo  | Pos.   |
| ----- | ------------ | -------- | -------- | ---------- | ---------- | ------ | ------ |
| 800 m | Jozef Repčík | 1'48"64  | 4        |            |            |        |        |

| Gara         | Atleta         | Tempo        | Posizione    |
| ------------ | -------------- | ------------ | ------------ |
| Marcia 20 km | Matej Tóth     | 1h 23'17"    | 26           |
| Marcia 50 km | Miloš Bátovský | 4h 06'30"    | 35           |
| Marcia 50 km | Peter Korčok   | non concluso | non concluso |
| Marcia 50 km | Kazimír Verkin | 4h 21'26"    | 47           |

| Gara                | Atleta            | Qualificazioni | Qualificazioni | Finale  | Finale |
| Gara                | Atleta            | Misura         | Pos.           | Misura  | Pos.   |
| ------------------- | ----------------- | -------------- | -------------- | ------- | ------ |
| Salto in alto       | Peter Horák       | 2,15 m         | 34             |         |        |
| Salto triplo        | Dmitrij Vaľukevič | 17,08 m        | 14             |         |        |
| Getto del peso      | Milan Haborák     | 19,32 m        | 30             |         |        |
| Lancio del martello | Libor Charfreitag | 76,61 m        | 10             | 78,65 m | 8      |
| Lancio del martello | Miloslav Konopka  | 71,96 m        | 23             |         |        |

| Prova                | Slaven Dizdarevič | Slaven Dizdarevič | Slaven Dizdarevič |
| Prova                | Risultato         | Punti             | Pos.              |
| -------------------- | ----------------- | ----------------- | ----------------- |
| 100 metri            | 11"16             | 825               | 25                |
| Salto in lungo       | 7,02 m            | 818               | 25                |
| Getto del peso       | 13,97 m           | 727               | 23                |
| Salto in alto        | 1,96 m            | 767               | 18                |
| 400 metri            | 52"02             | 724               | 31                |
| 110 metri ostacoli   | 15"61             | 777               | 28                |
| Lancio del disco     | 39,86 m           | 662               | 25                |
| Salto con l'asta     | 4,00 m            | 617               | 23                |
| Tiro del giavellotto | 43,58 m           | 494               | 26                |
| 1500 metri           | 4'51"42           | 610               | 20                |
| Totale               |                   | 7021              | 24                |

| Gara           | Atleta         | Batterie | Batterie | Semifinali | Semifinali | Finale | Finale |
| Gara           | Atleta         | Tempo    | Pos.     | Tempo      | Pos.       | Tempo  | Pos.   |
| -------------- | -------------- | -------- | -------- | ---------- | ---------- | ------ | ------ |
| 800 m          | Lucia Klocová  | 1'59"42  | 2        | 1'58"80    | 3          |        |        |
| 100 m ostacoli | Miriam Bobková | 13"65    | 8        |            |            |        |        |

| Gara         | Atleta          | Tempo     | Posizione |
| ------------ | --------------- | --------- | --------- |
| Maratona     | Zuzana Tomas    | 2h 49'39" | 67        |
| Marcia 20 km | Zuzana Malíková | 1h 34'33" | 32        |

| Gara                | Atleta           | Qualificazioni | Qualificazioni | Finale  | Finale |
| Gara                | Atleta           | Misura         | Pos.           | Misura  | Pos.   |
| ------------------- | ---------------- | -------------- | -------------- | ------- | ------ |
| Salto in lungo      | Jana Velďáková   | nessuna misura | -              |         |        |
| Salto triplo        | Dana Velďáková   | nessuna misura | -              |         |        |
| Lancio del martello | Martina Hrašnová | 71,87 m        | 4              | 71,00 m | 8      |

## Badminton
| Gara              | Atleta        | Turno 1 | Sedicesimi                       | Ottavi | Quarti | Semifinali | Finale |
| ----------------- | ------------- | ------- | -------------------------------- | ------ | ------ | ---------- | ------ |
| Singolo femminile | Eva Sládeková | bye     | Wang Chen (Hong Kong) 21-7, 21-7 |        |        |            |        |

## Canoa/kayak
| Gara               | Atleta                                                     | Batterie | Batterie | Semifinali | Semifinali | Finale   | Finale  |
| Gara               | Atleta                                                     | Tempo    | Pos.     | Tempo      | Pos.       | Tempo    | Pos.    |
| ------------------ | ---------------------------------------------------------- | -------- | -------- | ---------- | ---------- | -------- | ------- |
| C1 500 m maschile  | Marián Ostrčil                                             | 1'55"911 | 6        | 1'58"401   | 8          |          |         |
| C1 1000 m maschile | Marián Ostrčil                                             | 4'00"191 | 3        | 4'03"696   | 5          |          |         |
| K4 1000 m maschile | Michal Riszdorfer Richard Riszdorfer Juraj Tarr Erik Vlček | 2'57"876 | 1        | bye        | bye        | 2'56"593 | Argento |
| K2 500 m femminile | Ivana Kmeťová Martina Kohlová                              | 1'47"284 | 7        | 1'46"830   | 7          |          |         |

| Gara         | Atleta                                | Preliminari | Preliminari | Preliminari | Preliminari | Semifinali | Semifinali | Finale | Finale | Finale | Finale |
| Gara         | Atleta                                | Manche 1    | Manche 2    | Totale      | Pos.        | Tempo      | Pos.       | Tempo  | Pos.   | Totale | Pos.   |
| ------------ | ------------------------------------- | ----------- | ----------- | ----------- | ----------- | ---------- | ---------- | ------ | ------ | ------ | ------ |
| C1 maschile  | Michal Martikán                       | 85"13       | 85"02       | 170"15      | 1           | 88"92      | 1          | 87"83  | 1      | 176"65 | Oro    |
| C2 maschile  | Pavol Hochschorner Peter Hochschorner | 93"69       | 93"04       | 186"73      | 1           | 94"88      | 2          | 95"94  | 2      | 190"82 | Oro    |
| K1 maschile  | Peter Cibák                           | 86"26       | 86"69       | 172"95      | 11          | 89"41      | 12         |        |        |        |        |
| K1 femminile | Elena Kaliská                         | 94"34       | 91"85       | 186"19      | 1           | 97"13      | 1          | 95"51  | 1      | 192"64 | Oro    |

## Ciclismo

### Su strada e Cross country
| Gara                    | Atleta         | Tempo        | Posizione    |
| ----------------------- | -------------- | ------------ | ------------ |
| Corsa in linea maschile | Roman Broniš   | non concluso | non concluso |
| Corsa in linea maschile | Ján Valach     | 6h 34'26"    | 62           |
| Corsa in linea maschile | Matej Jurčo    | non concluso | non concluso |
| Cronometro maschile     | Matej Jurčo    | 1h 07'52"    | 29           |
| Cross country femminile | Janka Števková | -2 giri      | 24           |

## Ginnastica

### Ginnastica artistica
| Gara                     | Atleta         | Volteggio | Corpo libero | Cavallo con maniglie | Anelli | Parallele | Sbarra | Trave  | Totale | Posizione | Finali  |
| ------------------------ | -------------- | --------- | ------------ | -------------------- | ------ | --------- | ------ | ------ | ------ | --------- | ------- |
| Qualificazioni femminili | Ivana Kováčová | -         | -            |                      |        | 12,500    |        | 12,350 | 24,850 | 92        | nessuna |

## Judo
| Gara   | Atleta           | Tabellone principale                | Tabellone principale | Tabellone principale | Tabellone principale | Tabellone principale | Ripescaggi | Ripescaggi | Ripescaggi | Ripescaggi |
| Gara   | Atleta           | Sedicesimi                          | Ottavi               | Quarti               | Semifinali           | Finale               | 1º turno   | Quarti     | Semifinali | Finale     |
| ------ | ---------------- | ----------------------------------- | -------------------- | -------------------- | -------------------- | -------------------- | ---------- | ---------- | ---------- | ---------- |
| 100 kg | Zoltán Pálkovács | Eduardo Costa (Argentina) 0100-0110 |                      |                      |                      |                      |            |            |            |            |

## Lotta
| Gara   | Atleta         | Tabellone principale | Tabellone principale              | Tabellone principale            | Tabellone principale                 | Tabellone principale | Ripescaggi | Ripescaggi | Ripescaggi                       |
| Gara   | Atleta         | Sedicesimi           | Ottavi                            | Quarti                          | Semifinali                           | Finale               | Quarti     | Semifinali | Finale                           |
| ------ | -------------- | -------------------- | --------------------------------- | ------------------------------- | ------------------------------------ | -------------------- | ---------- | ---------- | -------------------------------- |
| 120 kg | David Musuľbes | bye                  | Wilson Siewari (Nigeria) 3-0, 6-0 | Ottó Aubéli (Ungheria) 2-1, 2-0 | Artur Tajmazov (Uzbekistan) 0-1, 0-1 |                      |            |            | Disney Rodríguez (Cuba) 4-0, 4-2 |

| Gara  | Atleta       | Tabellone principale           | Tabellone principale | Tabellone principale | Tabellone principale | Tabellone principale | Ripescaggi | Ripescaggi | Ripescaggi |
| Gara  | Atleta       | Sedicesimi                     | Ottavi               | Quarti               | Semifinali           | Finale               | Quarti     | Semifinali | Finale     |
| ----- | ------------ | ------------------------------ | -------------------- | -------------------- | -------------------- | -------------------- | ---------- | ---------- | ---------- |
| 84 kg | Attila Bátky | Yunior Estrada (Cuba) 0-4, 0-5 |                      |                      |                      |                      |            |            |            |

## Nuoto
| Gara                         | Atleta            | Batterie | Batterie | Semifinali | Semifinali | Finale | Finale |
| Gara                         | Atleta            | Tempo    | Pos.     | Tempo      | Pos.       | Tempo  | Pos.   |
| ---------------------------- | ----------------- | -------- | -------- | ---------- | ---------- | ------ | ------ |
| 100 m dorso maschili         | Ľuboš Križko      | 54"07    | 8        | 54"35      | 13         |        |        |
| 50 m stile libero femminili  | Martina Moravcová | 25"47    | 27       |            |            |        |        |
| 100 m stile libero femminili | Martina Moravcová | 55"20    | 23       |            |            |        |        |
| 100 m farfalla femminili     | Martina Moravcová | 59"03    | 25       |            |            |        |        |
| 200 m farfalla femminili     | Denisa Smolenová  | 2'13"81  | 31       |            |            |        |        |

## Sollevamento pesi
| Gara  | Atleta        | Strappo | Strappo | Slancio | Slancio | Totale | Posizione |
| Gara  | Atleta        | Ris.    | Pos.    | Ris.    | Pos.    | Totale | Posizione |
| ----- | ------------- | ------- | ------- | ------- | ------- | ------ | --------- |
| 85 kg | Ondrej Kutlík | 150     | 15      | 193     | 12      | 343    | 12        |

## Tennis
| Gara                | Atleta                              | Trentaduesimi                         | Sedicesimi                             | Ottavi                           | Quarti | Semifinali | Finale |
| ------------------- | ----------------------------------- | ------------------------------------- | -------------------------------------- | -------------------------------- | ------ | ---------- | ------ |
| Singolare maschile  | Dominik Hrbatý                      | Thomaz Bellucci (Brasile) 2-6 6-4 6-2 | James Blake (Stati Uniti) 63-7 6-4 3-6 |                                  |        |            |        |
| Singolare femminile | Dominika Cibulková                  | Pauline Parmentier (Francia) 6-1 7-5  | Cvetana Pironkova (Bulgaria) 6-2 6-2   | Jelena Janković (Serbia) 5-7 1-6 |        |            |        |
| Singolare femminile | Daniela Hantuchová                  | Ai Sugiyama (Giappone) 6-2 7-5        | Caroline Wozniacki (Danimarca) 1-6 3-6 |                                  |        |            |        |
| Doppio femminile    | Daniela Hantuchová Janette Husárová |                                       | Yan Zi Jie Zheng (Cina) 1-6 69-7       |                                  |        |            |        |

## Tennis tavolo
| Gara              | Atleta      | Preliminari                                           | Turno 1                                                          | Turno 2                                                         | Turno 3 | Turno 4 | Quarti | Semifinali | Finale |
| ----------------- | ----------- | ----------------------------------------------------- | ---------------------------------------------------------------- | --------------------------------------------------------------- | ------- | ------- | ------ | ---------- | ------ |
| Singolo femminile | Eva Ódorová | Priscila Tommy (Vanuatu) 4-0 (11-5, 11-7, 11-2, 11-3) | Petra Lovas (Ungheria) 4-2 (11-9, 11-6, 11-4, 8-11, 9-11, 12-10) | Gao Jun (Stati Uniti) 2-4 (12-10, 2-11, 9-11, 11-9, 9-11, 4-11) |         |         |        |            |        |

## Tiro
| Gara                        | Atleta          | Qualificazioni | Qualificazioni | Finale    | Finale       | Finale |
| Gara                        | Atleta          | Punteggio      | Pos.           | Punteggio | Punt. totale | Pos.   |
| --------------------------- | --------------- | -------------- | -------------- | --------- | ------------ | ------ |
| Carabina 50 m a terra       | Jozef Gönci     | 593            | 16             |           |              |        |
| Carabina 50 m tre posizioni | Jozef Gönci     | 394            | 30             |           |              |        |
| Pistola 10 m aria compressa | Pavol Kopp      | 575            | 28             |           |              |        |
| Pistola 50 m                | Pavol Kopp      | 563            | 4              | 94,6      | 657,6        | 5      |
| Trap                        | Mário Filipovič | 115            | 14             |           |              |        |
| Trap                        | Erik Varga      | 117            | 9              |           |              |        |

| Gara                         | Atleta             | Qualificazioni | Qualificazioni | Finale    | Finale       | Finale  |
| Gara                         | Atleta             | Punteggio      | Pos.           | Punteggio | Punt. totale | Pos.    |
| ---------------------------- | ------------------ | -------------- | -------------- | --------- | ------------ | ------- |
| Carabina 10 m aria compressa | Daniela Pešková    | 396            | 9              |           |              |         |
| Carabina 50 m tre posizioni  | Daniela Pešková    | 577            | 2              |           |              |         |
| Trap                         | Danka Barteková    | 67             | 8              |           |              |         |
| Skeet                        | Zuzana Štefečeková | 70             | 1              | 19        | 89           | Argento |

## Triathlon
| Gara          | Atleta      | Nuoto        | Ciclismo     | Corsa        | Tempo totale | Posizione    |
| ------------- | ----------- | ------------ | ------------ | ------------ | ------------ | ------------ |
| Gara maschile | Pavel Šimko | non concluso | non concluso | non concluso | non concluso | non concluso |

## Vela
| Gara              | Atleta        | Regata | Regata | Regata | Regata | Regata | Regata | Regata | Regata | Regata | Regata | Regata | Punteggio | Pos. |
| Gara              | Atleta        | 1      | 2      | 3      | 4      | 5      | 6      | 7      | 8      | 9      | 10     | M      | Punteggio | Pos. |
| ----------------- | ------------- | ------ | ------ | ------ | ------ | ------ | ------ | ------ | ------ | ------ | ------ | ------ | --------- | ---- |
| Windsurf maschile | Patrik Pollák | 26     | 30     | 25     | 30     | 23     | 28     | 31     | 29     | 28     | 24     |        | 243       | 30   |